# Ypsolopha
Ypsolopha är ett släkte av fjärilar som beskrevs av Pierre André Latreille 1796. Ypsolopha ingår i familjen höstmalar, Ypsolophidae.

## Dottertaxa tillYpsolophai urval, i alfabetisk ordning[1]
- Ypsolopha alpella ([Denis & Schiffermüller], 1775), Bergekshöstmal
- Ypsolopha asperella (Linnaeus, 1761), Apelhöstmal
- Ypsolopha chazariella (Mann, 1866), Gråbrun höstmal
- Ypsolopha dentella (J.C.Fabricius, 1775), Näbbtrymal
- Ypsolopha falcella ([Denis & Schiffermüller], 1775), Falktrymal
- Ypsolopha horridella (Treitschke, 1835), Slånhöstmal
- Ypsolopha lucella (J.C.Fabricius, 1775), Jungfruhöstmal
- Ypsolopha mucronella (Scopoli, 1763), Benvedshöstmal
- Ypsolopha nemorella (Linnaeus, 1758), Ljusgul trymal
- Ypsolopha parenthesella (Linnaeus, 1761), Vitstreckad höstmal
- Ypsolopha sarmaticella (Rebel, 1917), Guldbrun höstmal
- Ypsolopha scabrella (Linnaeus, 1761), Hagtornshöstmal
- Ypsolopha sequella (Clerck, 1759), Lönnhöstmal
- Ypsolopha sylvella (Linnaeus, 1767), Skogsekshöstmal
- Ypsolopha ustella (Clerck, 1759), Föränderlig höstmal
- Ypsolopha vittella (Linnaeus, 1758), Almhöstmal

## Bildgalleri

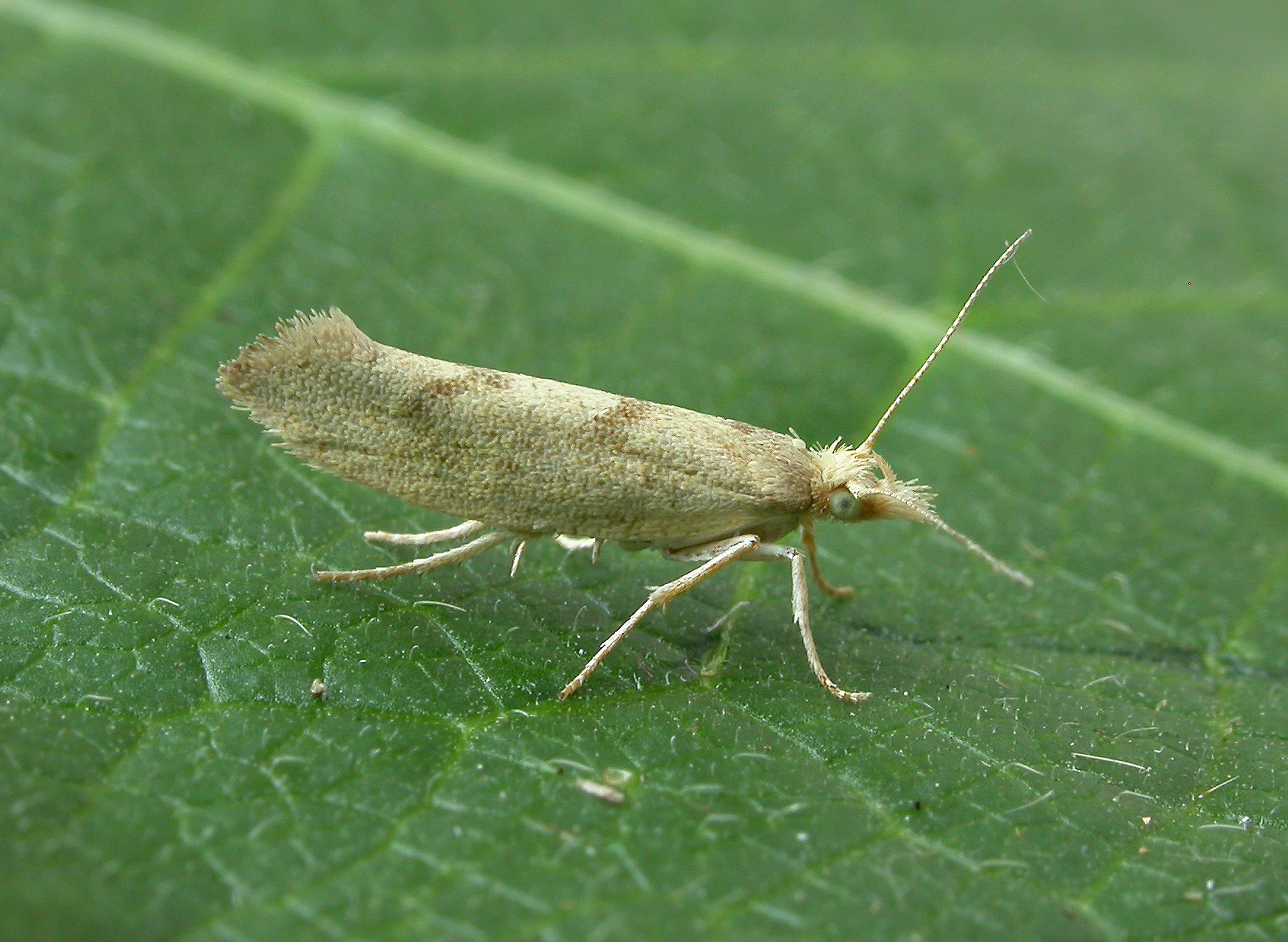
Bergekshöstmal, Ypsolopha alpella
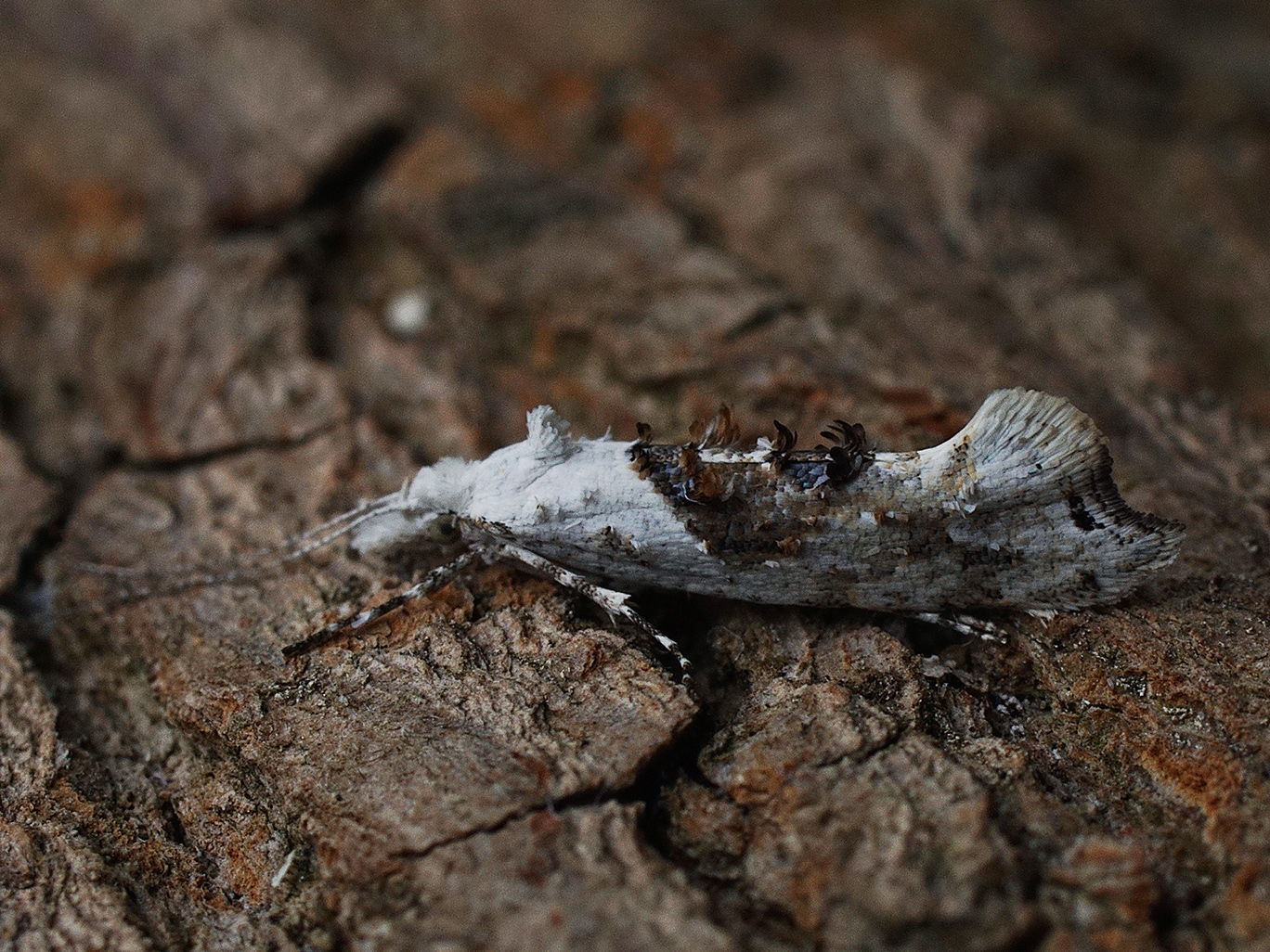
Apelhöstmal, Ypsolopha asperella
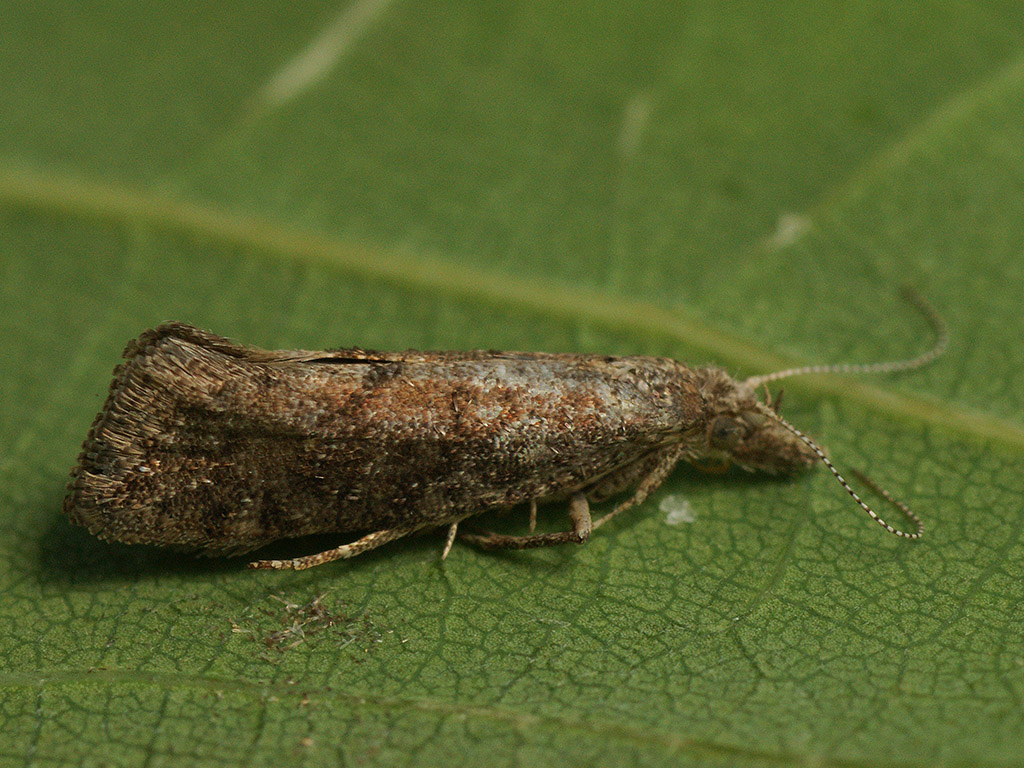
Gråbrun höstmal, Ypsolopha chazariella
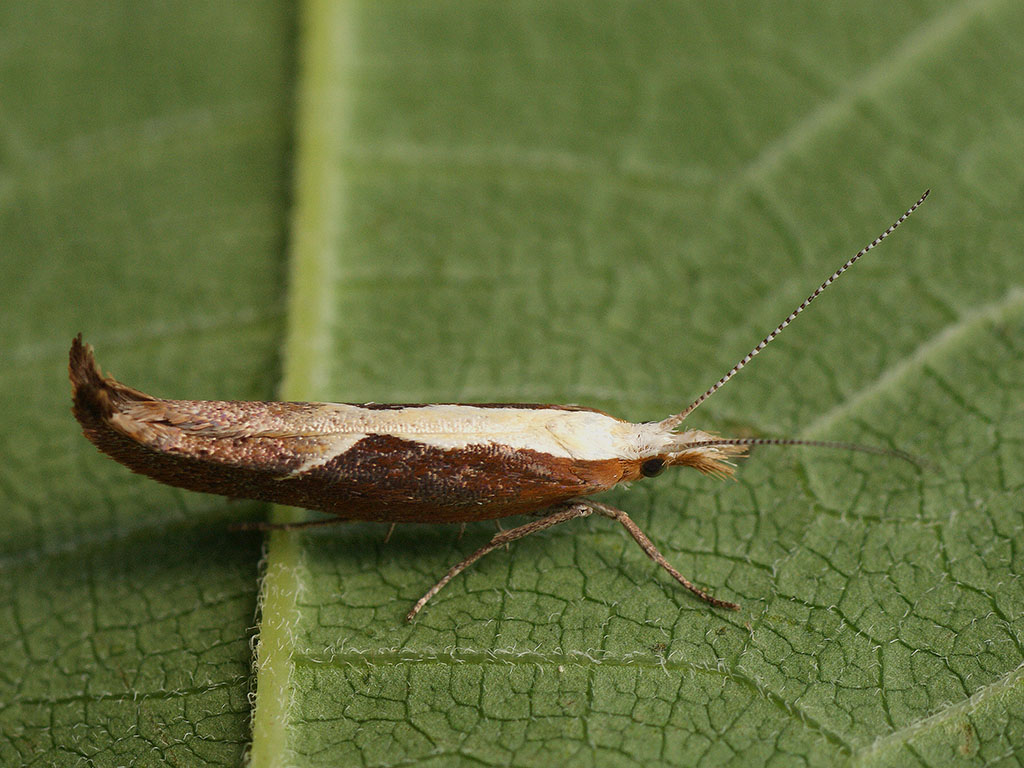
Näbbtrymal, Ypsolopha dentella
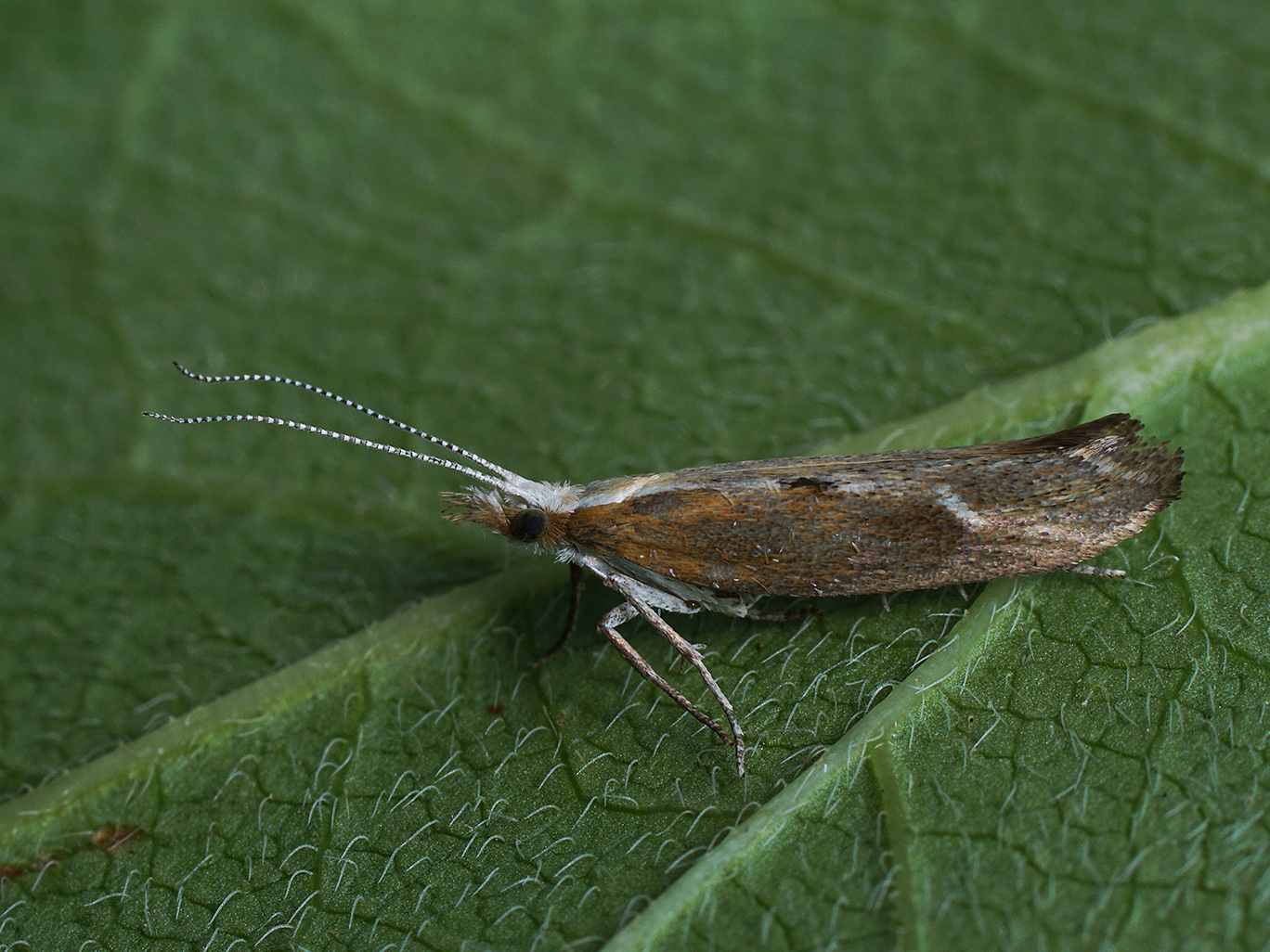
Falktrymal, Ypsolopha falcella
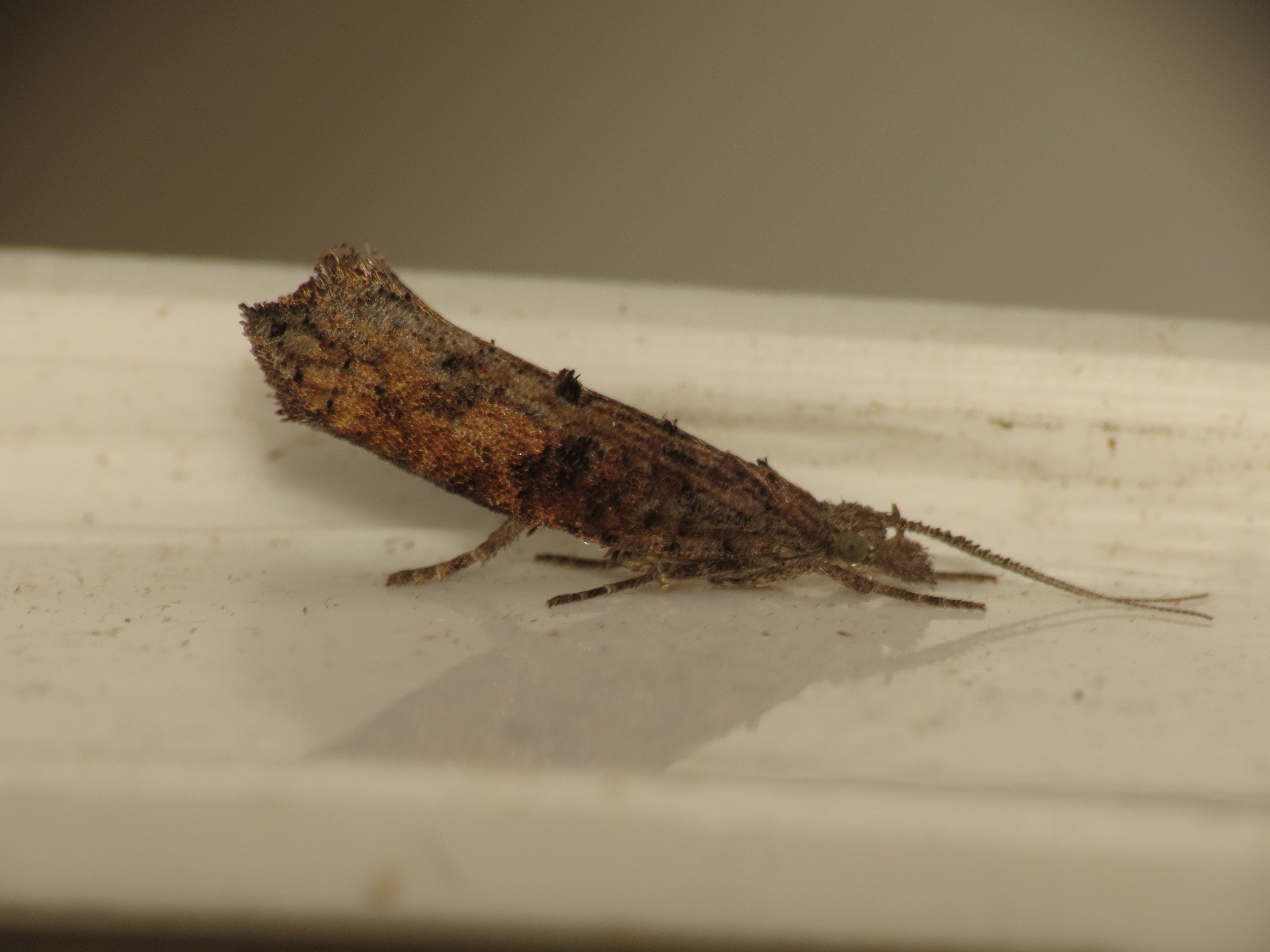
Slånhöstmal, Ypsolopha horridella
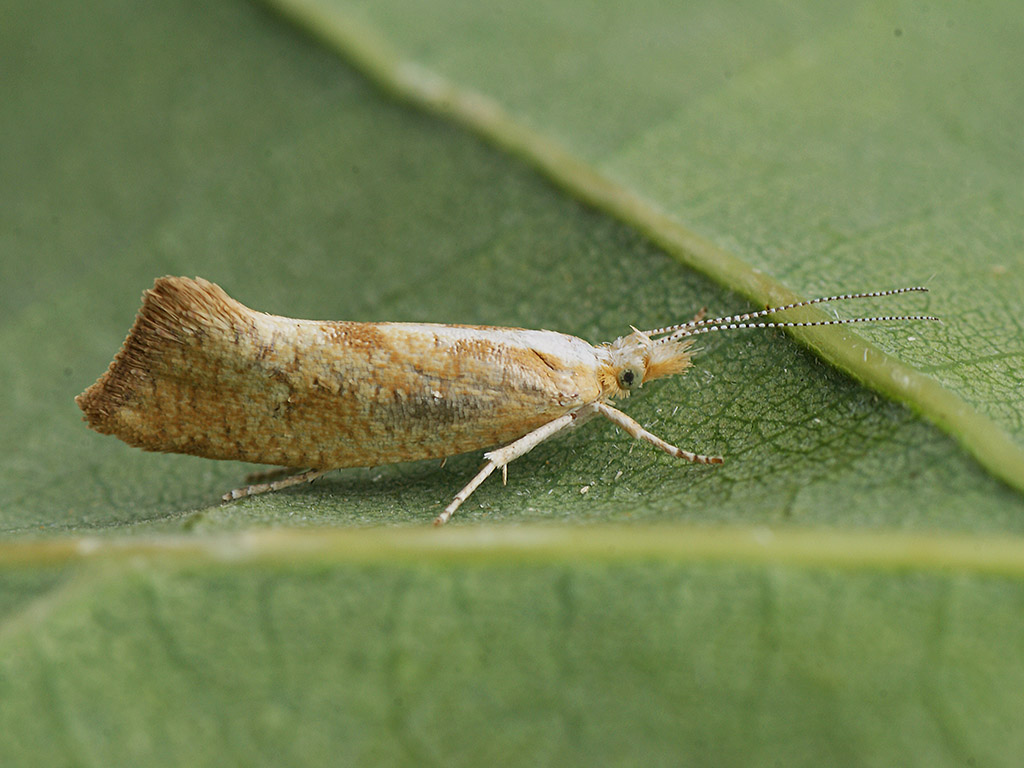
Jungfruhöstmal, Ypsolopha lucella
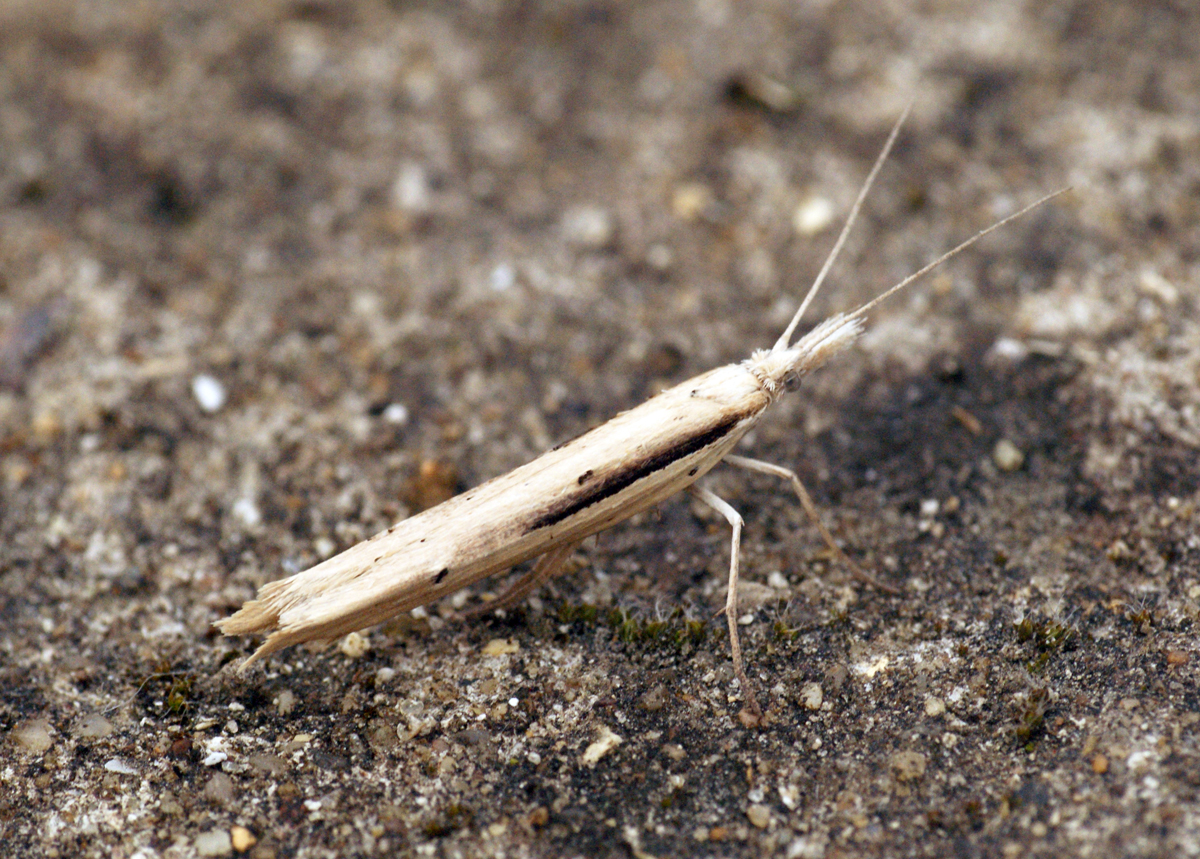
Benvedshöstmal, Ypsolopha mucronella
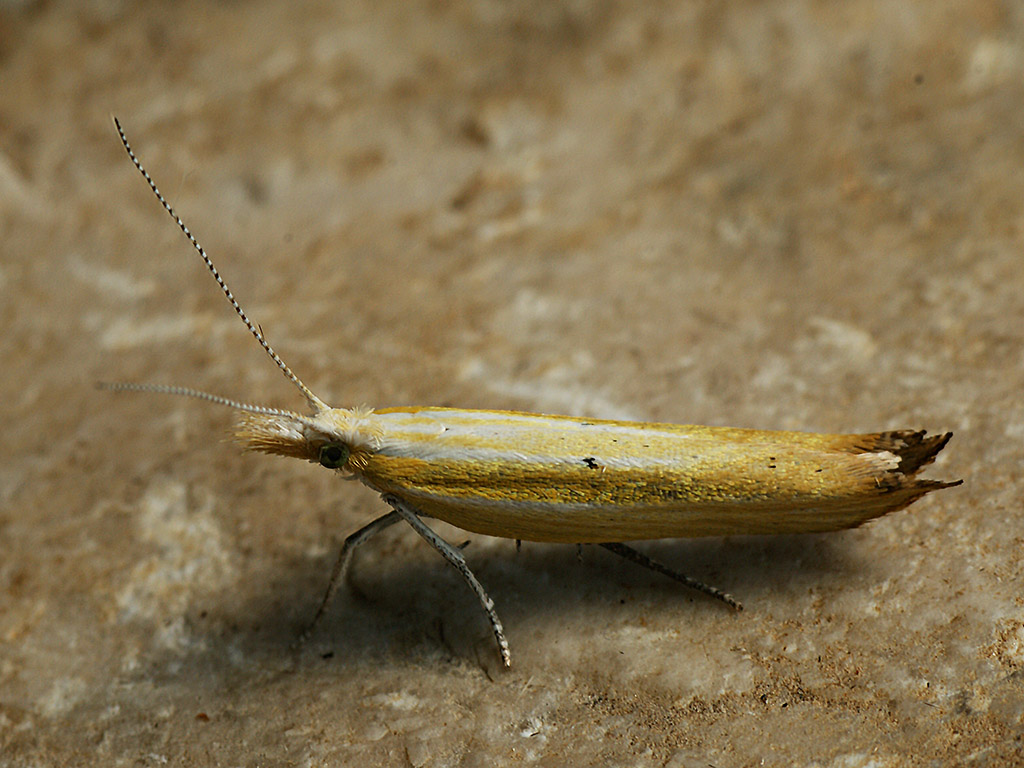
Ljusgul trymal, Ypsolopha nemorella
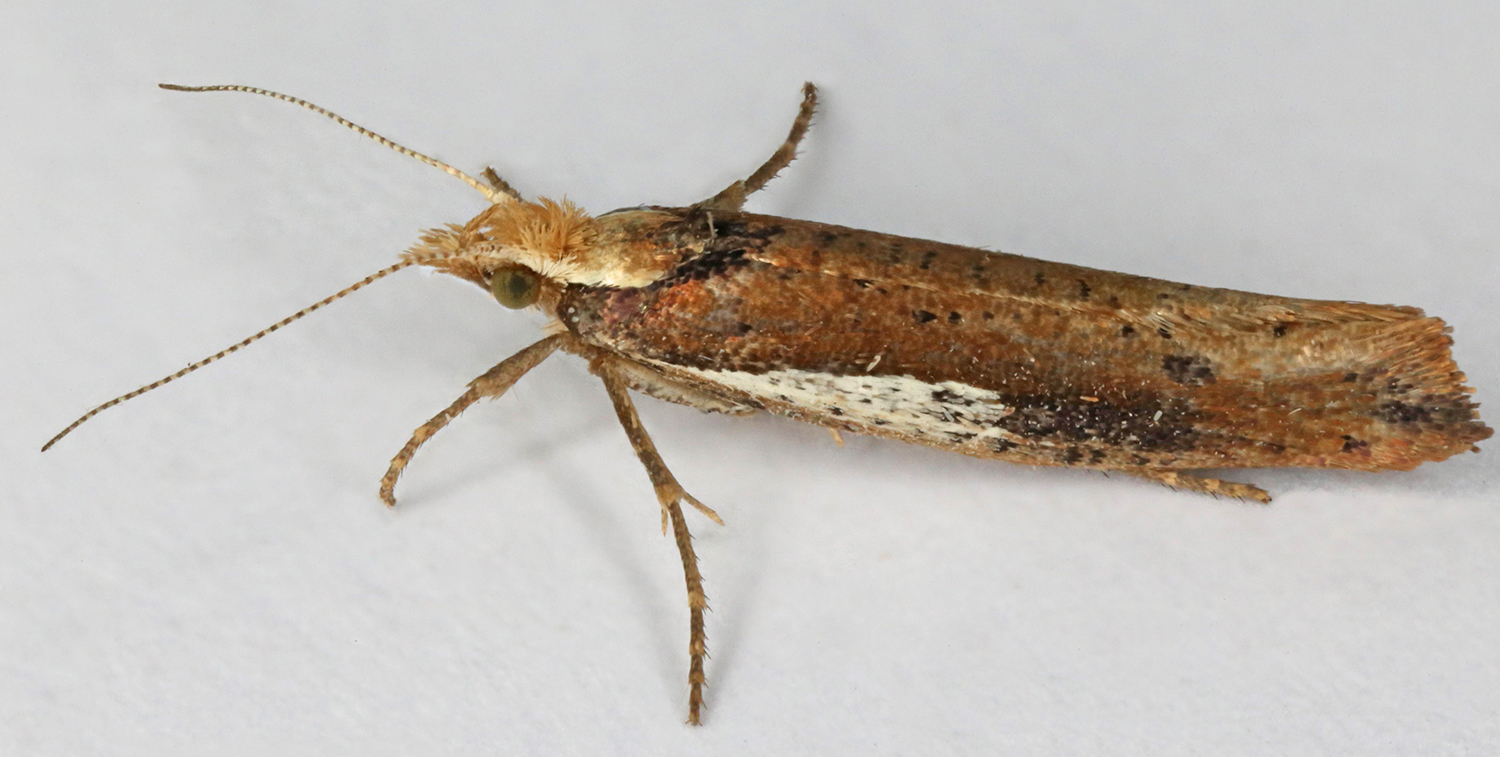
Vitstreckad höstmal, Ypsolopha parenthesella
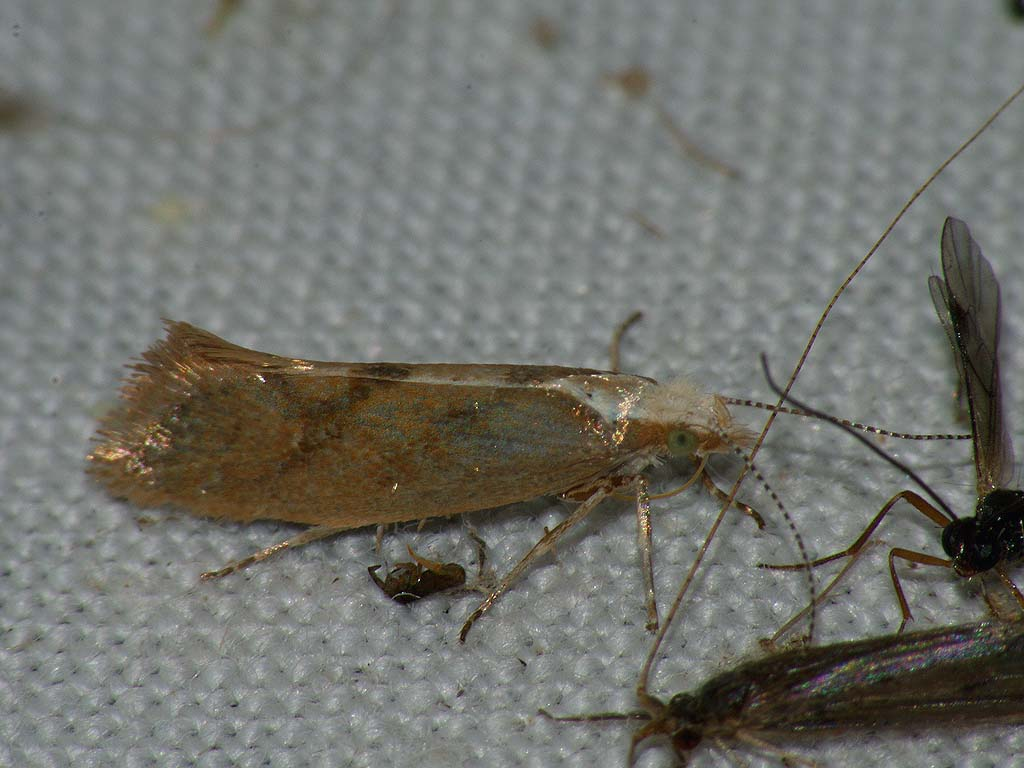
Guldbrun höstmal, Ypsolopha sarmaticella
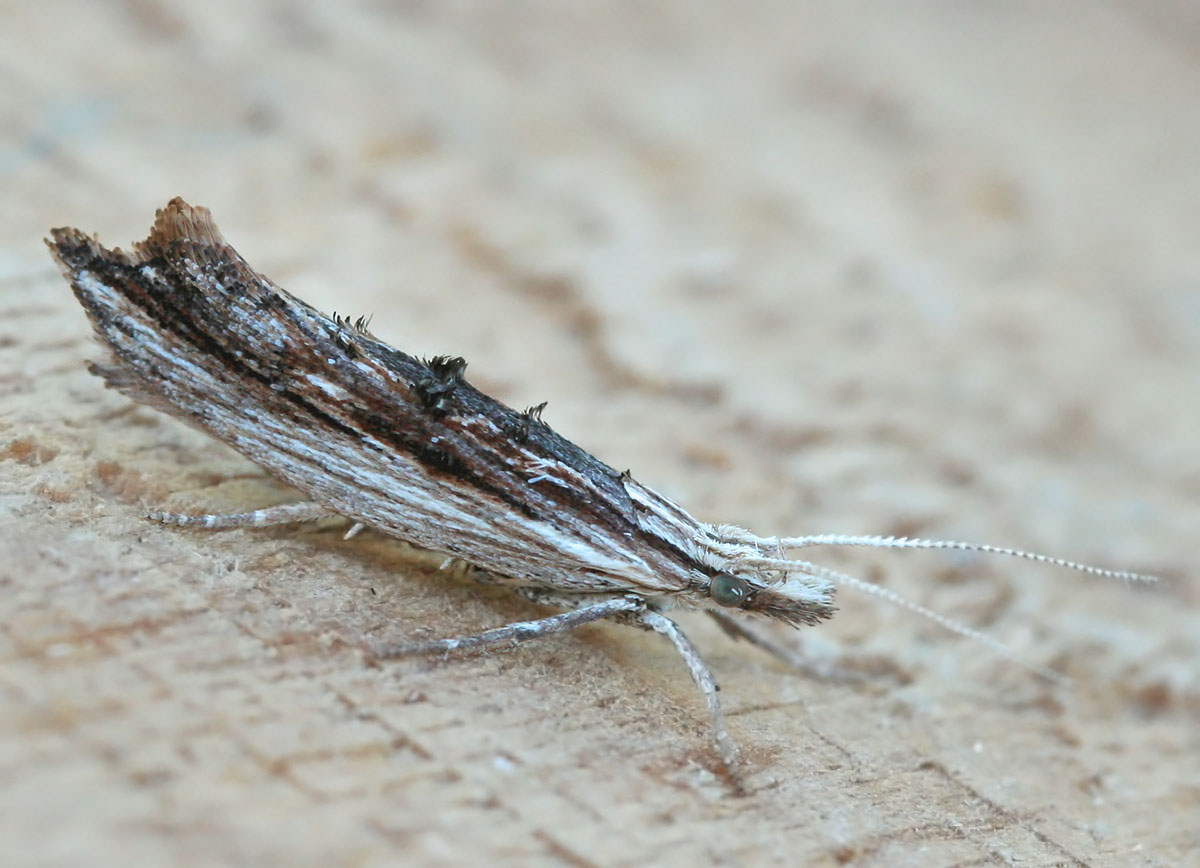
Hagtornshöstmal, Ypsolopha scabrella
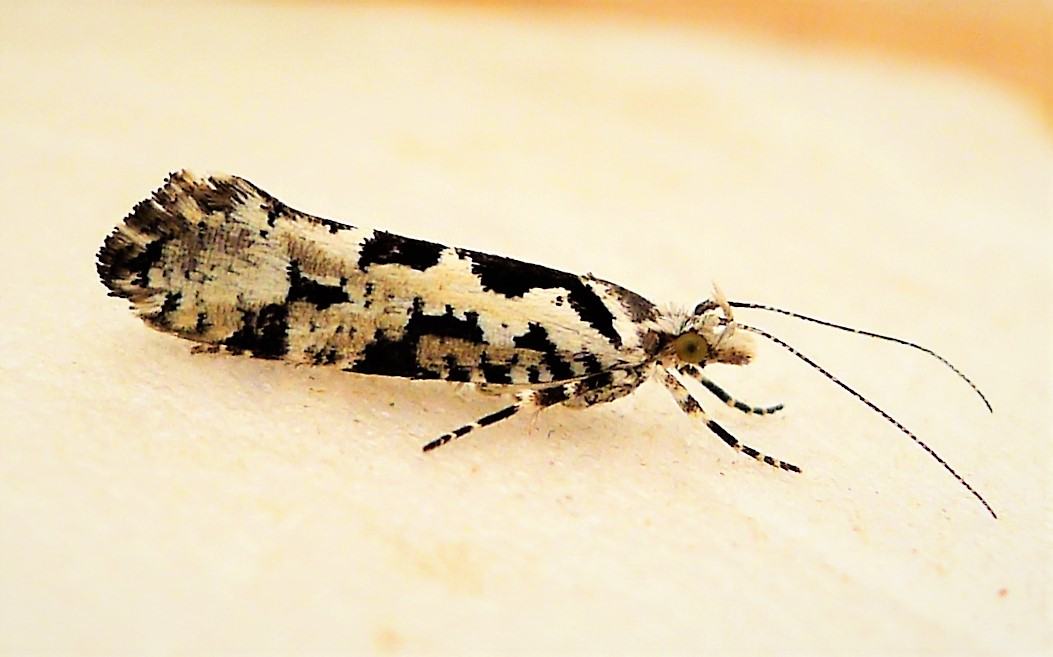
Lönnhöstmal, Ypsolopha sequella
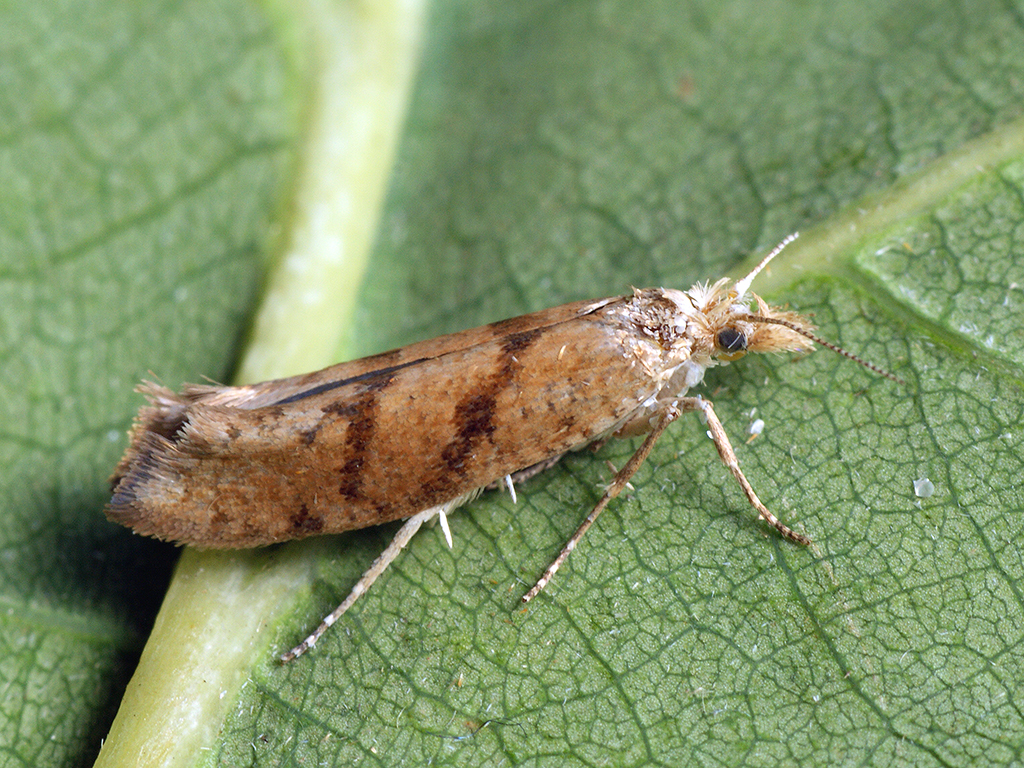
Skogsekshöstmal, Ypsolopha sylvella
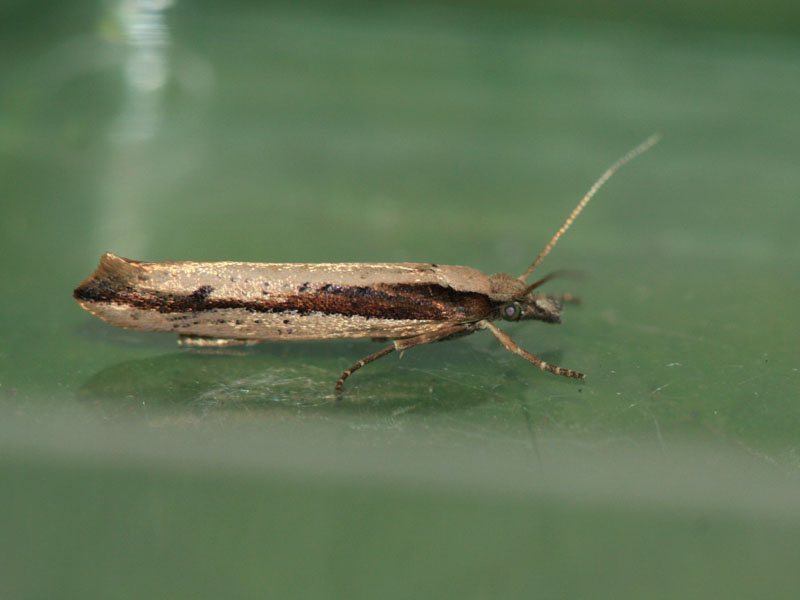
Föränderlig höstmal, Ypsolopha ustella
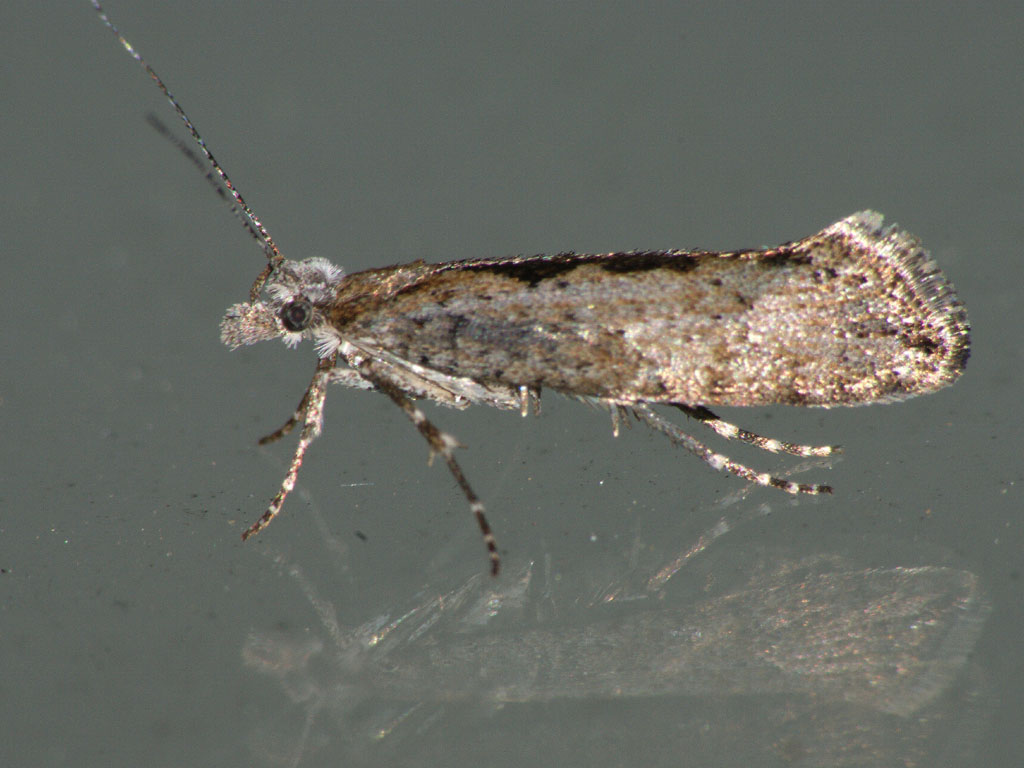
Almhöstmal, Ypsolopha vittella